# María Antonieta Duque
María Antonieta Duque (Caracas, 2 de marzo de 1970) es una actriz, comediante, modelo, patinadora y empresaria venezolana. Su debut en la televisión fue en 1974 en Los Morochos más parecidos, es reconocida por haber integrado el elenco del show de comedia Bienvenidos en 1989 hasta 2000.

## Biografía
Su debut en la televisión fue a los 4 años en Los morochos más parecidos de Súper Sábado Sensacional en 1974. Posteriormente en 1986 trabajaba de doble de acción para comerciales, también tuvo una participación en Horangel y los doce del signo como patinadora para un especial dedicado al Cometa Halley.
En 1987 se convirtió en extra de los especiales de playa del programa de humor Bienvenidos, mientras que en 1993 es llevada por Mercedes Salaya con Osmel Sousa a la sede del Miss Venezuela con el fin de ser Miss Nueva Esparta, sin embargo, una oferta laboral de Miguel Ángel Landa terminaría provocando que Duque abandonara el certamen de belleza antes de su realización, siendo reemplazada por Sonia Vera Aparicio y el certamen lo ganó Minorka Mercado.
En Bienvenidos realizó múltiples sketches de humor como La tontica y la Señorita Bustos además de realizar estudios en la academia Luz Columba con el profesor Nelson Ortega e hizo el curso de actuación que ofrece Venevisión. 
Como actriz dramática incursionó en el año 2000, con Amantes de Luna Llena y su personaje Angélica. En el 2001 llegó con Blanquita en Guerra de Mujeres. El año siguiente encarnó a Gardenia en Las González. De entonces, todos sus labores en dramáticos han sido realizadas en Venevisión, hasta 2017, cuando el canal produce su última telenovela, Para verte mejor. Paralelo a esto, tambien ha enfocado su carrera en la obras de teatro.
En 2023 regresa a la televisión para participar en la serie producida por Hispanomedios en conjunto con Venevisión, Dramáticas.

## Carrera

### Telenovelas
| Año       | Título                     | Personaje                    | Productora               |
| --------- | -------------------------- | ---------------------------- | ------------------------ |
| 2023      | Dramáticas                 | Chiquinquirá Mondragón       | Hispanomedios/Venevisión |
| 2017      | Para verte mejor           | Lázara Martínez              | Venevisión               |
| 2016      | Entre tu amor y mi amor    | Ricarda Blanco / Rika White  | Venevisión               |
| 2014      | Corazón esmeralda          | Blanca Aurora López          | Venevisión               |
| 2012      | Válgame Dios               | Gloria Zamora                | Venevisión               |
| 2012      | El árbol de Gabriel        | Eva Angélica Toledo          | Venevisión               |
| 2012      | Natalia del mar            | Ella misma                   | Venevisión               |
| 2011      | La viuda joven             | Iris Fuenmayor / Vilma Bravo | Venevisión               |
| 2009-2010 | Tomasa Tequiero            | Roxana Bustamante            | Venevisión               |
| 2008-2009 | ¿Vieja yo?                 | Tamara Luján de Fuentes      | Venevisión               |
| 2006-2007 | Voltea pa' que te enamores | Matilde Sánchez              | Venevisión               |
| 2005      | El amor las vuelve locas   | Amapola Castillo             | Venevisión               |
| 2004      | Ángel rebelde              | Rubí Morantes                | Venevisión Internacional |
| 2002      | Las González               | Gardenia                     | Venevisión               |
| 2001      | Guerra de mujeres          | Blanca "Blanquita"           | Venevisión               |
| 2000-2001 | Amantes de luna llena      | Angélica                     | Venevisión               |
| 1994      | Como tú ninguna            | Marina                       | Venevisión               |

### Películas
- Hasta que la muerte nos separe
- La chica del alquiler

### Programas
- La Guerra de los Sexos (2000-2013/Venevisión)
- Mega Match (2003/Venevisión)
- Bienvenidos (1993-2001/Venevisión)
- Horangel y los 12 del signo (1986)
- Los morochos más parecidos (1974)

## Vida personal
María Duque tiene dos hermanos, incluyendo al alcalde de Chacao Gustavo Duque, y una gemela llamada Mariana. Se graduó en Publicidad y Mercadeo. Actualmente está casada con Manuel Fraiz Grijalba, vicepresidente ejecutivo de Venevisión, No tiene hijos.